# Coupe du monde cycliste féminine de Montréal 2006
La 9e édition de la Coupe du monde cycliste féminine de Montréal a lieu le 27 mai 2006. C'est la septième épreuve de la Coupe du monde. Elle est remportée par l'Allemande Judith Arndt.

## Équipes
| Équipes féminines professionnelles (7)- ELK Haus Nö - Giant Pro Cycling - Equipe Nürnberger Versicherung - Nobili Rubinetterie-Menikini - Les Pruneaux d'Agen - T-Mobile - Univega Pro Cycling Team Équipes nationales (3)- Canada - Mexique - Nouvelle-Zélande Équipe féminines amateur (11)- Ann Arbor Velo club - Argon 18-Champion System - Biovail - BC Coastal - Colorado Premier Training - Cheerwine - Equipe Cascades - Québec - Team Lipton - Victory Brewing - Webcor-Platinum |
| |

## Parcours

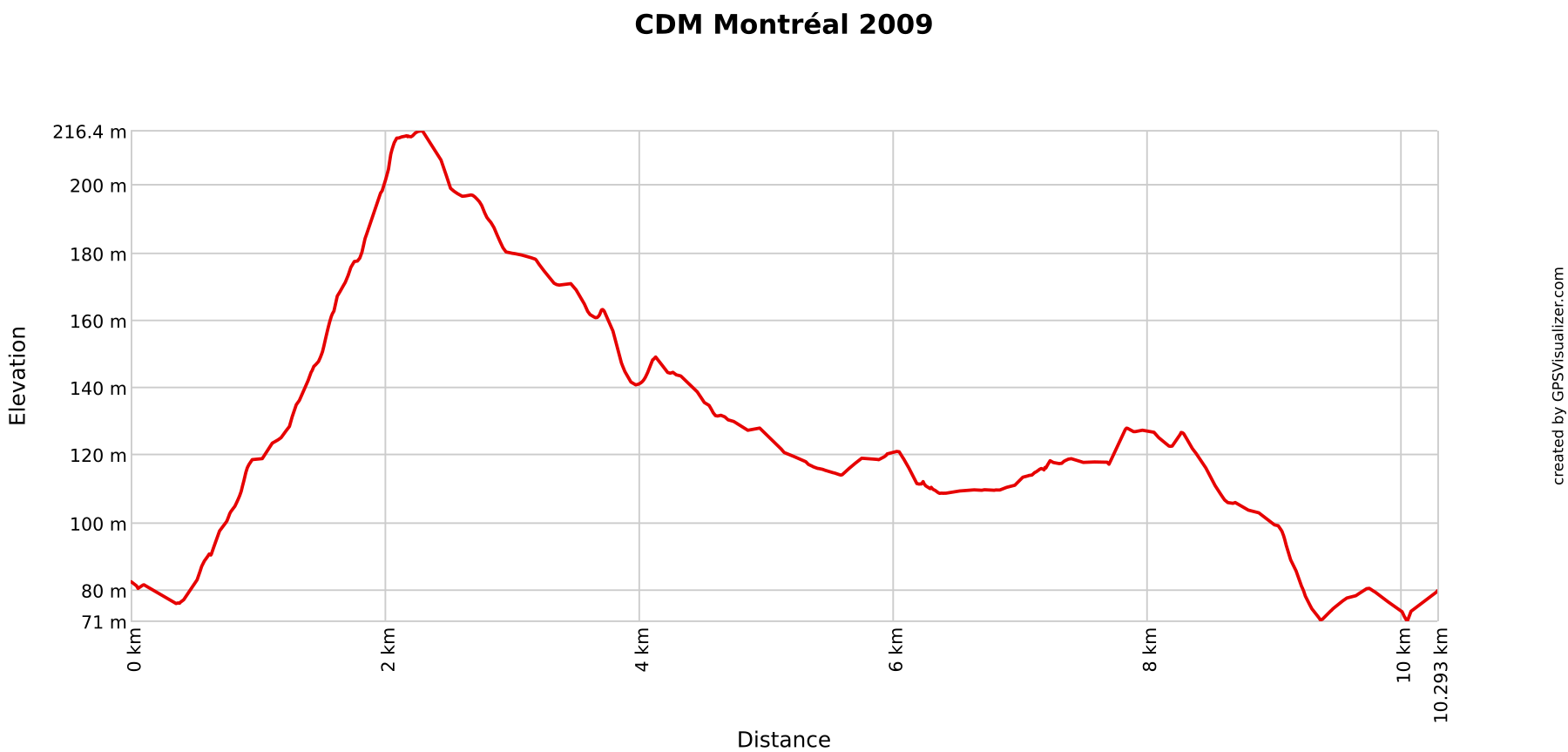
Profil du circuit, le départ est au point culminant et non au km 0

Six tours long de 20 km sont effectués. L'ascension du Mont Royal en est sa principale difficulté,,.

## Favorites
Genevieve Jeanson, vainqueur des trois dernières éditions, est suspendue et n'est donc pas au départ. Les principales favorites sont : Judith Arndt, Oenone Wood et Nicole Cooke.

## Récit de la course
Les ascensions successives provoquent une sélection. À trois tours de l'arrivée, le peloton est composé d'environ vingt coureuses. Elodie Touffet attaque. Elle compte jusqu'à une minute trente d'avance et reste en tête jusqu'à un kilomètre de l'arrivée, dans les pentes du Mont Royal. Judith Arndt et Nicole Cooke se détachent et se disputent la victoire. L'Allemande se montre la plus rapide. Derrière Kristin Armstrong prend la troisième place.

## Classements

### Classement final
| \| Classement général \| Classement général \| Classement général \| Classement général \| Classement général \| \| Coureuse \| Coureuse \| Pays \| Équipe \| Temps \| \| ------------------ \| ------------------ \| ------------------ \| ------------------------------ \| ------------------ \| \| 1re \| Judith Arndt \| Allemagne \| T-Mobile \| 3 h 11 min 52 s \| \| 2e \| Nicole Cooke \| Royaume-Uni \| Univega Pro Cycling Team \| + 0 s \| \| 3e \| Kristin Armstrong \| États-Unis \| Team Lipton \| + 3 s \| \| 4e \| Annette Beutler \| Suisse \| ELK Haus Nö \| + 3 s \| \| 5e \| Trixi Worrack \| Allemagne \| Equipe Nürnberger Versicherung \| + 13 s \| \| 6e \| Erinne Willock \| Canada \| Webcor Builders \| + 13 s \| \| 7e \| Susan Palmer-Komar \| Canada \| Canada \| + 19 s \| \| 8e \| Christine Thorburn \| États-Unis \| Webcor Builders \| + 19 s \| \| 9e \| Edwige Pitel \| France \| Les Pruneaux d'Agen \| + 24 s \| \| 10e \| Kori Seehafer \| États-Unis \| Team Lipton \| + 30 s \| |                    |             |                                |                 |
| |                    |             |                                |                 |
| |                    |             |                                |                 |
| Classement général |                    |             |                                |                 |
| Coureuse | Coureuse           | Pays        | Équipe                         | Temps           |
| 1re | Judith Arndt       | Allemagne   | T-Mobile                       | 3 h 11 min 52 s |
| 2e | Nicole Cooke       | Royaume-Uni | Univega Pro Cycling Team       | + 0 s           |
| 3e | Kristin Armstrong  | États-Unis  | Team Lipton                    | + 3 s           |
| 4e | Annette Beutler    | Suisse      | ELK Haus Nö                    | + 3 s           |
| 5e | Trixi Worrack      | Allemagne   | Equipe Nürnberger Versicherung | + 13 s          |
| 6e | Erinne Willock     | Canada      | Webcor Builders                | + 13 s          |
| 7e | Susan Palmer-Komar | Canada      | Canada                         | + 19 s          |
| 8e | Christine Thorburn | États-Unis  | Webcor Builders                | + 19 s          |
| 9e | Edwige Pitel       | France      | Les Pruneaux d'Agen            | + 24 s          |
| 10e | Kori Seehafer      | États-Unis  | Team Lipton                    | + 30 s          |

## Liste des participantes
| Légende | Légende                                                                                       | Légende | Légende                                                    |
| ------- | --------------------------------------------------------------------------------------------- | ------- | ---------------------------------------------------------- |
| Num     | Dossard de départ porté par le coureur sur cette Coupe du monde cycliste féminine de Montréal | Pos     | Position à l'arrivée de la course                          |
|         | Indique un maillot de champion national ou mondial, suivi de sa spécialité                    | NP      | Indique un coureur qui n'a pas pris le départ de la course |
| AB      | Indique un coureur qui n'a pas terminé la course                                              | HD      | Indique un coureur qui a terminé la course hors des délais |

| Univega Pro Cycling Team UPT | Univega Pro Cycling Team UPT | Univega Pro Cycling Team UPT |
| ---------------------------- | ---------------------------- | ---------------------------- |
| Num                          | Coureuse                     | Pos                          |
| 1                            | Nicole Cooke (GBR) (route)   | 2e                           |
| 2                            | Christiane Soeder (AUT)      | 16e                          |
| 3                            | Priska Doppmann (SUI)        | 13e                          |
| 4                            | Joanne Kiesanowski (NZL)     | 30e                          |
| 5                            | Emma Rickards (AUS)          | AB                           |

| T-Mobile TMP | T-Mobile TMP           | T-Mobile TMP |
| ------------ | ---------------------- | ------------ |
| Num          | Coureuse               | Pos          |
| 11           | Judith Arndt (GER)     | 1re          |
| 12           | Kimberly Baldwin (USA) | 14e          |
| 15           | Christina Becker (GER) | AB           |
| 16           | Amy Moore (CAN)        | 25e          |

| Equipe Nürnberger Versicherung NUR | Equipe Nürnberger Versicherung NUR | Equipe Nürnberger Versicherung NUR |
| ---------------------------------- | ---------------------------------- | ---------------------------------- |
| Num                                | Coureuse                           | Pos                                |
| 21                                 | Katherine Bates (AUS) (route)      | 28e                                |
| 22                                 | Claudia Hecht (GER)                | HD                                 |
| 23                                 | Tina Liebig (GER)                  | 36e                                |
| 24                                 | Anke Wichmann (GER)                | AB                                 |
| 25                                 | Oenone Wood (AUS)                  | AB                                 |
| 26                                 | Trixi Worrack (GER)                | 5e                                 |

| Nobili Rubinetterie-Menikini NMC | Nobili Rubinetterie-Menikini NMC | Nobili Rubinetterie-Menikini NMC |
| -------------------------------- | -------------------------------- | -------------------------------- |
| Num                              | Coureuse                         | Pos                              |
| 31                               | Sigrid Corneo (ITA)              | AB                               |
| 32                               | Miho Oki (JPN) (route)           | 35e                              |
| 33                               | Milena Pirola (ITA)              | AB                               |
| 34                               | Olivia Gollan (AUS)              | AB                               |
| 35                               | Marta Vilajosana (ESP)           | AB                               |
| 36                               | Élodie Touffet (FRA)             | 23e                              |

| Nouvelle-Zélande NZL | Nouvelle-Zélande NZL | Nouvelle-Zélande NZL |
| -------------------- | -------------------- | -------------------- |
| Num                  | Coureuse             | Pos                  |
| 41                   | Marina Duvnjak       | AB                   |
| 42                   | Johanna Buick        | 19e                  |
| 44                   | Dale Tye             | AB                   |
| 45                   | Amy Mosen            | AB                   |
| 46                   | Alison Shanks        | 41e                  |

| ELK Haus Nö EHN | ELK Haus Nö EHN         | ELK Haus Nö EHN |
| --------------- | ----------------------- | --------------- |
| Num             | Coureuse                | Pos             |
| 51              | Annette Beutler (SUI)   | 4e              |
| 52              | Patricia Schwager (SUI) | 15e             |
| 53              | Helen Kelly (AUS)       | AB              |
| 54              | Karin Ruso (AUT)        | 48e             |

| Giant Pro Cycling GPC | Giant Pro Cycling GPC | Giant Pro Cycling GPC |
| --------------------- | --------------------- | --------------------- |
| Num                   | Coureuse              | Pos                   |
| 61                    | Gina Grain (CAN)      | 44e                   |
| 62                    | Yanxia Jiang (CHN)    | HD                    |
| 63                    | Meng Lang (CHN)       | AB                    |
| 64                    | Wu Yunmei (CHN)       | HD                    |
| 65                    | Xiangyin Ruan (CHN)   | 18e                   |
| 66                    | Gao Min (CHN)         | 24e                   |

| Les Pruneaux d'Agen LPA | Les Pruneaux d'Agen LPA         | Les Pruneaux d'Agen LPA |
| ----------------------- | ------------------------------- | ----------------------- |
| Num                     | Coureuse                        | Pos                     |
| 71                      | Toni Bradshaw (NZL)             | 26e                     |
| 72                      | Élisabeth Chevanne-Brunel (FRA) | 17e                     |
| 73                      | Alexandra Le Hénaff (FRA)       | 32e                     |
| 74                      | Edwige Pitel (FRA)              | 9e                      |
| 75                      | Tammy Boyd (NZL)                | AB                      |

| Canada CAN | Canada CAN          | Canada CAN |
| ---------- | ------------------- | ---------- |
| Num        | Coureuse            | Pos        |
| 81         | Susan Palmer-Komar  | 7e         |
| 82         | Alison Testroete    | AB         |
| 83         | Anna Tratnyek       | AB         |
| 84         | Heather Lamson      | AB         |
| 85         | Alexandra Wrubleski | 12e        |
| 86         | Moriah Jo McGregor  | AB         |

| Mexique MEX | Mexique MEX               | Mexique MEX |
| ----------- | ------------------------- | ----------- |
| Num         | Coureuse                  | Pos         |
| 91          | Giuseppina Grassi (route) | 37e         |
| 92          | Rosario Peralta           | AB          |
| 93          | Verónica Leal             | 40e         |
| 94          | Maribel Díaz Esquibel     | HD          |
| 95          | Annet Rios                | AB          |
| 96          | Berenice Castro           | AB          |

| Québec ___ | Québec ___              | Québec ___ |
| ---------- | ----------------------- | ---------- |
| Num        | Coureuse                | Pos        |
| 101        | Audrey Lemieux (CAN)    | 47e        |
| 102        | Emilie Roy (CAN)        | AB         |
| 103        | Joanie Caron (CAN)      | AB         |
| 104        | Marie-Pier Bedard (CAN) | AB         |
| 105        | Krystal Jeffs (CAN)     | AB         |
| 106        | Johanne Cyr (CAN)       | 39e        |

| Biovail ___ | Biovail ___               | Biovail ___ |
| ----------- | ------------------------- | ----------- |
| Num         | Coureuse                  | Pos         |
| 111         | Anne Samplonius (CAN)     | 22e         |
| 112         | Joëlle Numainville (CAN)  | AB          |
| 113         | Jennifer Stephenson (CAN) | 29e         |
| 114         | Amanda Shaw (CAN)         | HD          |
| 115         | Stephanie Bourbeau (CAN)  | 38e         |

| Colorado Premier Training ___ | Colorado Premier Training ___ | Colorado Premier Training ___ |
| ----------------------------- | ----------------------------- | ----------------------------- |
| Num                           | Coureuse                      | Pos                           |
| 121                           | Aimee Vasse (USA)             | AB                            |
| 122                           | Marisa Asplund (USA)          | 33e                           |
| 123                           | Nicole Wangsgard (USA)        | 45e                           |
| 124                           | Kami Tremblay (USA)           | AB                            |
| 125                           | Lisa Howard (CAN)             | AB                            |

| BC Coastal ___ | BC Coastal ___          | BC Coastal ___ |
| -------------- | ----------------------- | -------------- |
| Num            | Coureuse                | Pos            |
| 131            | Alena Radomsky (CAN)    | AB             |
| 132            | Christina Briante (CAN) | AB             |
| 133            | Lee Darling (CAN)       | AB             |
| 134            | Barbara Zimich (CAN)    | AB             |
| 135            | Leah Guloien (CAN)      | AB             |

| Victory Brewing ___ | Victory Brewing ___     | Victory Brewing ___ |
| ------------------- | ----------------------- | ------------------- |
| Num                 | Coureuse                | Pos                 |
| 141                 | Rachel Heal (GBR)       | 11e                 |
| 142                 | Leigh Hobson (CAN)      | 20e                 |
| 143                 | Kirsten Frattini (CAN)  | 43e                 |
| 144                 | Katharine Carroll (USA) | 42e                 |
| 145                 | Christine Ruiter (USA)  | 49e                 |
| 146                 | Lauren Franges (USA)    | AB                  |

| Ann Arbor Velo club ___ | Ann Arbor Velo club ___ | Ann Arbor Velo club ___ |
| ----------------------- | ----------------------- | ----------------------- |
| Num                     | Coureuse                | Pos                     |
| 151                     | Julie Bellerose (CAN)   | HD                      |
| 152                     | Wendy Caldwell (USA)    | AB                      |
| 153                     | Laura Johnson (USA)     | AB                      |
| 154                     | Dawn Lovejoy (USA)      | AB                      |
| 155                     | Hilda Gutierrez (MEX)   | AB                      |

| Argon 18-Champion System ___ | Argon 18-Champion System ___ | Argon 18-Champion System ___ |
| ---------------------------- | ---------------------------- | ---------------------------- |
| Num                          | Coureuse                     | Pos                          |
| 161                          | Jessica Phillips (USA)       | HD                           |
| 162                          | Katie Mactier (AUS)          | 27e                          |
| 163                          | Megan Elliott (USA)          | AB                           |
| 164                          | Christen King (USA)          | AB                           |

| Team Lipton LIP | Team Lipton LIP         | Team Lipton LIP |
| --------------- | ----------------------- | --------------- |
| Num             | Coureuse                | Pos             |
| 171             | Kristin Armstrong (USA) | 3e              |
| 172             | Grace Fleury (USA)      | 31e             |
| 174             | Meredith Miller (USA)   | AB              |
| 175             | Liza Rachetto (USA)     | AB              |
| 176             | Kori Seehafer (USA)     | 10e             |

| Webcor Builders ___ | Webcor Builders ___         | Webcor Builders ___ |
| ------------------- | --------------------------- | ------------------- |
| Num                 | Coureuse                    | Pos                 |
| 181                 | Christine Thorburn (USA)    | 8e                  |
| 182                 | Erinne Willock (CAN)        | 6e                  |
| 183                 | Felicia Gomez (CAN)         | AB                  |
| 184                 | Betina Hold (CAN)           | 34e                 |
| 185                 | Katheryn Curi (USA) (route) | AB                  |

| Cheerwine ___ | Cheerwine ___          | Cheerwine ___ |
| ------------- | ---------------------- | ------------- |
| Num           | Coureuse               | Pos           |
| 191           | Hiroko Shimada (JPN)   | 46e           |
| 192           | Rebecca Nelson (CAN)   | AB            |
| 194           | Kerry Litka (USA)      | HD            |
| 195           | Anne Guzman (DOM)      | 21e           |
| 196           | Michelle Beltran (USA) | HD            |

| Equipe Cascades ___ | Equipe Cascades ___         | Equipe Cascades ___ |
| ------------------- | --------------------------- | ------------------- |
| Num                 | Coureuse                    | Pos                 |
| 201                 | Marie-Caroline Côté (CAN)   | AB                  |
| 202                 | Jodi Bilek-Deville (CAN)    | AB                  |
| 203                 | Amanda Cox (CAN)            | AB                  |
| 204                 | Jessica Burns (CAN)         | AB                  |
| 205                 | Marie-Michele Richard (CAN) | AB                  |
| 206                 | Julie Marceau (CAN)         | HD                  |

| Univega Pro Cycling Team UPT | Univega Pro Cycling Team UPT | Univega Pro Cycling Team UPT |
| ---------------------------- | ---------------------------- | ---------------------------- |
| Num                          | Coureuse                     | Pos                          |
| 1                            | Nicole Cooke (GBR) (route)   | 2e                           |
| 2                            | Christiane Soeder (AUT)      | 16e                          |
| 3                            | Priska Doppmann (SUI)        | 13e                          |
| 4                            | Joanne Kiesanowski (NZL)     | 30e                          |
| 5                            | Emma Rickards (AUS)          | AB                           |

| T-Mobile TMP | T-Mobile TMP           | T-Mobile TMP |
| ------------ | ---------------------- | ------------ |
| Num          | Coureuse               | Pos          |
| 11           | Judith Arndt (GER)     | 1re          |
| 12           | Kimberly Baldwin (USA) | 14e          |
| 15           | Christina Becker (GER) | AB           |
| 16           | Amy Moore (CAN)        | 25e          |

| Equipe Nürnberger Versicherung NUR | Equipe Nürnberger Versicherung NUR | Equipe Nürnberger Versicherung NUR |
| ---------------------------------- | ---------------------------------- | ---------------------------------- |
| Num                                | Coureuse                           | Pos                                |
| 21                                 | Katherine Bates (AUS) (route)      | 28e                                |
| 22                                 | Claudia Hecht (GER)                | HD                                 |
| 23                                 | Tina Liebig (GER)                  | 36e                                |
| 24                                 | Anke Wichmann (GER)                | AB                                 |
| 25                                 | Oenone Wood (AUS)                  | AB                                 |
| 26                                 | Trixi Worrack (GER)                | 5e                                 |

| Nobili Rubinetterie-Menikini NMC | Nobili Rubinetterie-Menikini NMC | Nobili Rubinetterie-Menikini NMC |
| -------------------------------- | -------------------------------- | -------------------------------- |
| Num                              | Coureuse                         | Pos                              |
| 31                               | Sigrid Corneo (ITA)              | AB                               |
| 32                               | Miho Oki (JPN) (route)           | 35e                              |
| 33                               | Milena Pirola (ITA)              | AB                               |
| 34                               | Olivia Gollan (AUS)              | AB                               |
| 35                               | Marta Vilajosana (ESP)           | AB                               |
| 36                               | Élodie Touffet (FRA)             | 23e                              |

| Nouvelle-Zélande NZL | Nouvelle-Zélande NZL | Nouvelle-Zélande NZL |
| -------------------- | -------------------- | -------------------- |
| Num                  | Coureuse             | Pos                  |
| 41                   | Marina Duvnjak       | AB                   |
| 42                   | Johanna Buick        | 19e                  |
| 44                   | Dale Tye             | AB                   |
| 45                   | Amy Mosen            | AB                   |
| 46                   | Alison Shanks        | 41e                  |

| ELK Haus Nö EHN | ELK Haus Nö EHN         | ELK Haus Nö EHN |
| --------------- | ----------------------- | --------------- |
| Num             | Coureuse                | Pos             |
| 51              | Annette Beutler (SUI)   | 4e              |
| 52              | Patricia Schwager (SUI) | 15e             |
| 53              | Helen Kelly (AUS)       | AB              |
| 54              | Karin Ruso (AUT)        | 48e             |

| Giant Pro Cycling GPC | Giant Pro Cycling GPC | Giant Pro Cycling GPC |
| --------------------- | --------------------- | --------------------- |
| Num                   | Coureuse              | Pos                   |
| 61                    | Gina Grain (CAN)      | 44e                   |
| 62                    | Yanxia Jiang (CHN)    | HD                    |
| 63                    | Meng Lang (CHN)       | AB                    |
| 64                    | Wu Yunmei (CHN)       | HD                    |
| 65                    | Xiangyin Ruan (CHN)   | 18e                   |
| 66                    | Gao Min (CHN)         | 24e                   |

| Les Pruneaux d'Agen LPA | Les Pruneaux d'Agen LPA         | Les Pruneaux d'Agen LPA |
| ----------------------- | ------------------------------- | ----------------------- |
| Num                     | Coureuse                        | Pos                     |
| 71                      | Toni Bradshaw (NZL)             | 26e                     |
| 72                      | Élisabeth Chevanne-Brunel (FRA) | 17e                     |
| 73                      | Alexandra Le Hénaff (FRA)       | 32e                     |
| 74                      | Edwige Pitel (FRA)              | 9e                      |
| 75                      | Tammy Boyd (NZL)                | AB                      |

| Canada CAN | Canada CAN          | Canada CAN |
| ---------- | ------------------- | ---------- |
| Num        | Coureuse            | Pos        |
| 81         | Susan Palmer-Komar  | 7e         |
| 82         | Alison Testroete    | AB         |
| 83         | Anna Tratnyek       | AB         |
| 84         | Heather Lamson      | AB         |
| 85         | Alexandra Wrubleski | 12e        |
| 86         | Moriah Jo McGregor  | AB         |

| Mexique MEX | Mexique MEX               | Mexique MEX |
| ----------- | ------------------------- | ----------- |
| Num         | Coureuse                  | Pos         |
| 91          | Giuseppina Grassi (route) | 37e         |
| 92          | Rosario Peralta           | AB          |
| 93          | Verónica Leal             | 40e         |
| 94          | Maribel Díaz Esquibel     | HD          |
| 95          | Annet Rios                | AB          |
| 96          | Berenice Castro           | AB          |

| Québec ___ | Québec ___              | Québec ___ |
| ---------- | ----------------------- | ---------- |
| Num        | Coureuse                | Pos        |
| 101        | Audrey Lemieux (CAN)    | 47e        |
| 102        | Emilie Roy (CAN)        | AB         |
| 103        | Joanie Caron (CAN)      | AB         |
| 104        | Marie-Pier Bedard (CAN) | AB         |
| 105        | Krystal Jeffs (CAN)     | AB         |
| 106        | Johanne Cyr (CAN)       | 39e        |

| Biovail ___ | Biovail ___               | Biovail ___ |
| ----------- | ------------------------- | ----------- |
| Num         | Coureuse                  | Pos         |
| 111         | Anne Samplonius (CAN)     | 22e         |
| 112         | Joëlle Numainville (CAN)  | AB          |
| 113         | Jennifer Stephenson (CAN) | 29e         |
| 114         | Amanda Shaw (CAN)         | HD          |
| 115         | Stephanie Bourbeau (CAN)  | 38e         |

| Colorado Premier Training ___ | Colorado Premier Training ___ | Colorado Premier Training ___ |
| ----------------------------- | ----------------------------- | ----------------------------- |
| Num                           | Coureuse                      | Pos                           |
| 121                           | Aimee Vasse (USA)             | AB                            |
| 122                           | Marisa Asplund (USA)          | 33e                           |
| 123                           | Nicole Wangsgard (USA)        | 45e                           |
| 124                           | Kami Tremblay (USA)           | AB                            |
| 125                           | Lisa Howard (CAN)             | AB                            |

| BC Coastal ___ | BC Coastal ___          | BC Coastal ___ |
| -------------- | ----------------------- | -------------- |
| Num            | Coureuse                | Pos            |
| 131            | Alena Radomsky (CAN)    | AB             |
| 132            | Christina Briante (CAN) | AB             |
| 133            | Lee Darling (CAN)       | AB             |
| 134            | Barbara Zimich (CAN)    | AB             |
| 135            | Leah Guloien (CAN)      | AB             |

| Victory Brewing ___ | Victory Brewing ___     | Victory Brewing ___ |
| ------------------- | ----------------------- | ------------------- |
| Num                 | Coureuse                | Pos                 |
| 141                 | Rachel Heal (GBR)       | 11e                 |
| 142                 | Leigh Hobson (CAN)      | 20e                 |
| 143                 | Kirsten Frattini (CAN)  | 43e                 |
| 144                 | Katharine Carroll (USA) | 42e                 |
| 145                 | Christine Ruiter (USA)  | 49e                 |
| 146                 | Lauren Franges (USA)    | AB                  |

| Ann Arbor Velo club ___ | Ann Arbor Velo club ___ | Ann Arbor Velo club ___ |
| ----------------------- | ----------------------- | ----------------------- |
| Num                     | Coureuse                | Pos                     |
| 151                     | Julie Bellerose (CAN)   | HD                      |
| 152                     | Wendy Caldwell (USA)    | AB                      |
| 153                     | Laura Johnson (USA)     | AB                      |
| 154                     | Dawn Lovejoy (USA)      | AB                      |
| 155                     | Hilda Gutierrez (MEX)   | AB                      |

| Argon 18-Champion System ___ | Argon 18-Champion System ___ | Argon 18-Champion System ___ |
| ---------------------------- | ---------------------------- | ---------------------------- |
| Num                          | Coureuse                     | Pos                          |
| 161                          | Jessica Phillips (USA)       | HD                           |
| 162                          | Katie Mactier (AUS)          | 27e                          |
| 163                          | Megan Elliott (USA)          | AB                           |
| 164                          | Christen King (USA)          | AB                           |

| Team Lipton LIP | Team Lipton LIP         | Team Lipton LIP |
| --------------- | ----------------------- | --------------- |
| Num             | Coureuse                | Pos             |
| 171             | Kristin Armstrong (USA) | 3e              |
| 172             | Grace Fleury (USA)      | 31e             |
| 174             | Meredith Miller (USA)   | AB              |
| 175             | Liza Rachetto (USA)     | AB              |
| 176             | Kori Seehafer (USA)     | 10e             |

| Webcor Builders ___ | Webcor Builders ___         | Webcor Builders ___ |
| ------------------- | --------------------------- | ------------------- |
| Num                 | Coureuse                    | Pos                 |
| 181                 | Christine Thorburn (USA)    | 8e                  |
| 182                 | Erinne Willock (CAN)        | 6e                  |
| 183                 | Felicia Gomez (CAN)         | AB                  |
| 184                 | Betina Hold (CAN)           | 34e                 |
| 185                 | Katheryn Curi (USA) (route) | AB                  |

| Cheerwine ___ | Cheerwine ___          | Cheerwine ___ |
| ------------- | ---------------------- | ------------- |
| Num           | Coureuse               | Pos           |
| 191           | Hiroko Shimada (JPN)   | 46e           |
| 192           | Rebecca Nelson (CAN)   | AB            |
| 194           | Kerry Litka (USA)      | HD            |
| 195           | Anne Guzman (DOM)      | 21e           |
| 196           | Michelle Beltran (USA) | HD            |

| Equipe Cascades ___ | Equipe Cascades ___         | Equipe Cascades ___ |
| ------------------- | --------------------------- | ------------------- |
| Num                 | Coureuse                    | Pos                 |
| 201                 | Marie-Caroline Côté (CAN)   | AB                  |
| 202                 | Jodi Bilek-Deville (CAN)    | AB                  |
| 203                 | Amanda Cox (CAN)            | AB                  |
| 204                 | Jessica Burns (CAN)         | AB                  |
| 205                 | Marie-Michele Richard (CAN) | AB                  |
| 206                 | Julie Marceau (CAN)         | HD                  |

Source.